# Yoldia limatula
Yoldia limatula is een tweekleppigensoort uit de familie van de Yoldiidae. De wetenschappelijke naam van de soort is voor het eerst geldig gepubliceerd in 1831 door Thomas Say.